# 2119 Schwall
2119 Schwall è un asteroide della fascia principale. Scoperto nel 1930, presenta un'orbita caratterizzata da un semiasse maggiore pari a 2,2510936 UA e da un'eccentricità di 0,1563812, inclinata di 3,83277° rispetto all'eclittica.